# Burgstelle Engenstein

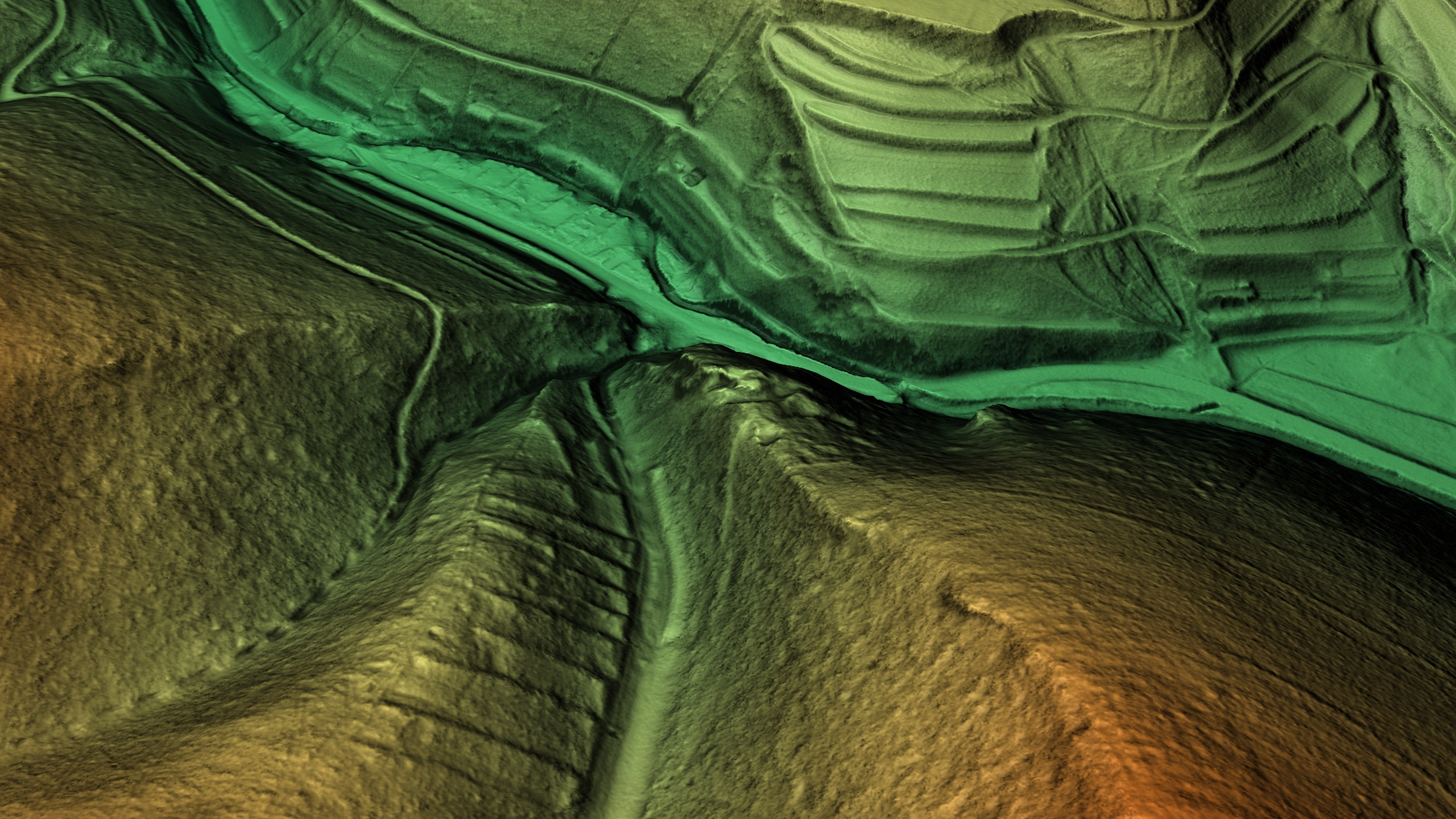
3D-Ansicht des digitalen Geländemodells

Die Burgstelle Engenstein ist eine abgegangene spätmittelalterliche Befestigungsanlage vom Typ Spornburg auf 460 m ü. NN in Südthüringen. Die dicht südöstlich vom gleichnamigen Ortsteil Engenstein der heutigen Gemeinde Schleusegrund im Landkreis Hildburghausen befindliche Anlage soll nach örtlicher Überlieferung in einem als „Röderwand“ bezeichneten Steilhang mit bis zu 20 Meter hohen Felsvorsprüngen gesessen haben. Zur Burgstelle führte ein als „Eselsweg“ bekannter schmaler Versorgungsweg in den etwa 40 Meter tiefer liegenden Bibergrund.
Noch im Dreißigjährigen Krieg fand nahe der Burgstelle ein Gefecht statt, gleichzeitig suchten in den dichten Wäldern und düsteren engen Tälern des oberen Schleusetales die verängstigten Bewohner des Vorlandes Schutz vor den plündernden und mordenden Heerhaufen.
Der aus dem Nachbarort Oberneubrunn stammende Geograph und Historiker Georg Brückner bemerkt im zweiten Band seiner „Landeskunde des Herzogthums Meiningen“ die Verhältnisse zur Burg und dem Ort Engenstein:
Das ursprüngliche alte Schloß stand auf einem Felsenvorsprung der Röderwand, der noch der Schloßhügel, Schloßkopf heißt und zu dem der Eselsweg aufsteigt. Im Dreißigjährigen Krieg wurde es zerstört und 1662 aus dessen Steinen die Kirche zu Biberschlag erbaut. Dem Wirtshaus gegenüber stand bereits im Mittelalter ein Kirchlein, das den Umwohnenden und Vorüberreisenden zur Andacht diente. Es wurde 1577 abgebrochen. Der Ort hat offenbar seinen Namen von dem hier engen Thalpass, nicht aber, wie die Sage will, von einer edlen Jungfrau Angelica, welche das Schloß bewohnt haben soll.
Eigenartigerweise fand die längst vergessene Burganlage eine Berücksichtigung in dem Burgenalmanach des Friedrich Gottschalck. Im Achten Band wird im Kapitel 216 Engenstein von einem Hildburghäuser Korrespondenten mit den Initialen A. B. die Burggeschichte in Verbindung mit dem benachbarten Berg Hohe Warth geschildert. Demnach war die Burg wohl ein Vorposten der auch im Nachbarort Biberschlag sitzenden Heßberger gewesen. Die Zerstörung wird hier bereits in das 16. Jahrhundert vorverlegt, erwähnt wird eine im Dreißigjährigen Krieg erfolgte Kanonade. Weitere Vermutungen betreffen eine heute nicht mehr vorhandene Vogtei in Engenstein, die als Vorwerk der Burg gedient haben könnte.